# Шосе B8 (Намібія)
Шосе B8 — національне шосе Намібії, часто відоме як Золоте шосе. Веде від B1 в Отаві через Хруатфонтейн і Рунду через смугу Капріві до прикордонного міста Катіма-Муліло (де є короткий 4-кілометровий відрізок, також позначений як B8, що перетинає Замбію) і далі до кордону Ботсвани в Нгомі. Ділянка від Отаві до Катіма-Муліло є частиною дороги розвитку Уолфіш-Бей-Ндола-Лубумбаші.

## Населені пункти
із заходу на схід
- Отаві
- Комбат
- Хруатфонтейн
- Майл 30, 48 км на південь від Рунду[2]
- Рунду
- Ндійона
- Дивунду
- Конгола
- Катіма-Муліло
- Нгомі